# Alice Wong (militante)
Pour les articles homonymes, voir Alice Wong et Wong.
Alice Wong (née en 1974) est une militante des droits des personnes handicapées américaine basée à San Francisco.

## Parcours
Alice Wong est connue en tant que militante des personnes handicapées, productrice de médias et consultante. Elle est la fondatrice et coordinatrice du Projet de visibilité du handicap, un projet de collecte d'histoires orales de personnes handicapées aux États-Unis qui est mené en coordination avec StoryCorps. Le Disability Visibility Project a été créé à l'occasion du 25e anniversaire de l'Americans with Disabilities Act de 1990. En 2018, le projet avait recueilli environ 140 histoires orales.
Wong travaille sur d'autres projets tels que DisabledWriters.com ; connu sous le nom de "DVP". Il est connu pour être une ressource qui aide les éditeurs à se connecter avec les écrivains et journalistes handicapés, #CripLit, une série de chats sur Twitter pour les écrivains handicapés avec la romancière Nicola Griffith, et #CripTheVote, un mouvement en ligne non partisan qui encourage la participation politique des personnes handicapées.
Wong est également membre du conseil consultatif de l'APIDC, Asians and Pacific Islanders with Disabilities of California. Elle est également nommée par le président au National Council on Disability, une agence fédérale indépendante qui conseille le président, le Congrès et d'autres agences fédérales sur les politiques, programmes et pratiques en matière de handicap.
En 2015, Wong a assisté à la réception à la Maison Blanche pour le 25e anniversaire de la Americans With Disabilities Act via un robot de téléprésence. Elle a été la première personne à visiter la Maison Blanche et le Président par présence de robot.
Wong est atteint d'une amyotrophie spinale, une maladie neuromusculaire.

## Récompenses
Pour son leadership au nom de la communauté des personnes handicapées, Wong a reçu le prix Mayor’s Disability Council Beacon Award en 2010, le tout premier Chancellor’s Disability Service Award en 2010 et le prix Martin Luther King, Jr. en 2007. Award à l'Université de Californie à San Francisco. En 2016, Wong a reçu le prix Paul G. Hearne Leadership Award de l'Association américaine des personnes handicapées, une récompense pour les personnes handicapées qui incarnent le leadership, la défense des droits et le dévouement à la communauté des personnes handicapées.

### Articles en ligne
"Un mutant de la planète Cripton, une origine". Nerds of Color. Récupéré le 9 mars 2019.
"Finding Dory, Disability Culture, and Collective Access". Projet de visibilité du handicap. Consulté le 9 mars 2019.

### Podcasts
Podcast sur la visibilité des personnes handicapées

### Livres
Résistance et espoir : essais de personnes handicapées